# Talloires
Talloires là một xã trong tỉnh Haute-Savoie thuộc vùng Rhône-Alpes đông nam Pháp.

## Liên kết ngoài

Views of Talloires
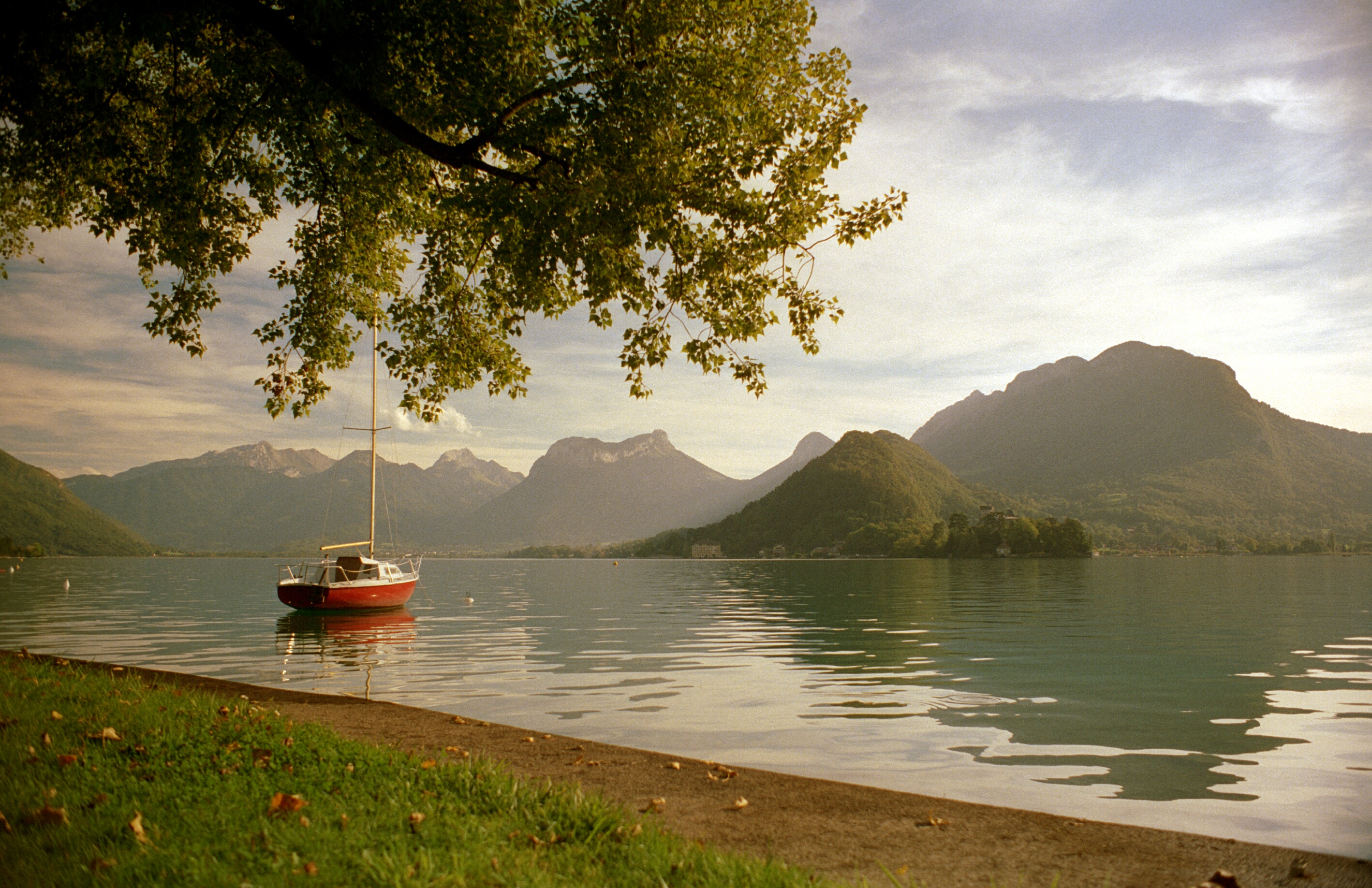
View of Lake Annecy from Talloires
The Tufts European Center on the Talloires campus